# Майдув
Майдув (пол. Majdów) — село в Польщі, у гміні Шидловець Шидловецького повіту Мазовецького воєводства.
Населення — 584 особи (2011).

## Демографія
Демографічна структура станом на 31 березня 2011 року:
|          | Загалом | Допрацездатний вік | Працездатний вік | Постпрацездатний вік |
| -------- | ------- | ------------------ | ---------------- | -------------------- |
| Чоловіки | 301     | 64                 | 207              | 30                   |
| Жінки    | 283     | 63                 | 163              | 57                   |
| Разом    | 584     | 127                | 370              | 87                   |